# Anadendrum affine
Anadendrum affine är en kallaväxtart som beskrevs av Heinrich Wilhelm Schott. Anadendrum affine ingår i släktet Anadendrum och familjen kallaväxter.

## Underarter
Arten delas in i följande underarter:
- A. a. affine
- A. a. semivestitum